# DKW Schnellaster
Il DKW Schnellaster (o  Schnell-laster o Schnelllaster) è un furgone di piccole dimensioni prodotto con varie denominazioni dal 1949 al 1962 dalla Casa automobilistica tedesca DKW. Si tratta in assoluto del primo veicolo a quattro ruote prodotto dalla DKW dopo la fine della Seconda Guerra Mondiale.

## Storia e profilo

### Contesto storico, genesi e debutto
Dopo la rifondazione ad Ingolstadt della Auto Union GmbH da parte dei vertici Auto Union che un tempo operavano in Sassonia, si volle cominciare immediatamente con la produzione di veicoli. I primi due veicoli prodotti dalla rediviva Auto Union furono la motocicletta RT125 e un furgone capostipite della famiglia dei cosiddetti Schnellaster. Questo furgone fu scelto come veicolo ideale per la ripartenza dell'Auto Union poiché in quel periodo vi fu una priorità differente dalla necessità di motorizzare la popolazione, e cioè quella di far circolare merci e materiali vari per la ricostruzione delle numerose aree sottoposte fino a poco tempo prima ai bombardamenti alleati. Anche il riavvio dell'economia costituì una discriminante di notevole spessore nella scelta di ricominciare la produzione DKW con un furgone: anche laddove i danni derivanti dai bombardamenti fossero stati di entità minore o nulla, sarebbe stato comunque necessario avviare le attività di chi, come ad esempio gli artigiani, avevano nella loro professione l'unico sbocco per la sopravvivenza.
Tra le prime specifiche imposte dai vertici Auto Union per la realizzazione del nuovo furgone, vi fu inizialmente quella di utilizzare il già collaudato pianale della F8, al quale sarebbero state apportate alcune modifiche ed aggiornamenti. Tra queste vi fu l'introduzione di un sistema frenante di tipo idraulico, che avrebbe poi trovato applicazione di lì a poco in tutta la successiva produzione automobilistica DKW. Verso la fine della fase di sviluppo, però, il telaio della F8 non sarebbe stato mantenuto e ne sarebbe stato realizzato uno di nuova concezione. Data la natura del veicolo in fase di progettazione e vista la necessità di rispettare un'altra delle specifiche che imponeva un corpo vettura a cabina avanzata, il motore derivato anch'esso dalla F8 fu ruotato di 180 gradi per permettere da una parte l'effettivo avanzamento della cabina guida e dall'altra un miglior sfruttamento del vano posteriore in modo da consentire il raggiungimento di un'ottimale capacità di carico. Sempre legata a ragioni di ottimizzazione della volumetria del cassone posteriore fu anche la scelta di piazzare il serbatoio anteriormente, proprio sotto il parabrezza. La carrozzeria fu nel frattempo disegnata da Kurt Schwenk, una vecchia conoscenza della precedente Auto Union, visto che a suo tempo ha lavorato presso il reparto carrozzerie dello stabilimento Horch di Zwickau.
Sulla base del primo prototipo, terminato e sottoposto al vaglio della dirigenza nell'estate del 1948, vennero apportate altre modifiche, come il nuovo retrotreno a barre di torsione. Un esemplare di preserie del modello definitivo fu esposto alla Exportmesse di Hannover con la sigla di F89 L, sigla che di lì a poco andrà ad indicare la prima serie degli Schnellaster.
La produzione e la relativa commercializzazione sarebbero state avviate due mesi più tardi, a luglio.

### DKW F89 L

#### Caratteristiche
Per il primo dei suoi Schnellaster, la Auto Union volle, attraverso il marchio DKW, proporre un veicolo dalle caratteristiche innovative, riscontrabili innanzitutto nel disegno del corpo vettura, la cui impostazione fu del tipo a cabina avanzata. Tale impostazione risultò assai innovativa in quanto poche Case automobilistiche si furono cimentate con tale soluzione. Tra queste vanno citati i soliti estrosi francesi, con la Renault Goelette, la Citroën TUB e la Peugeot DMA (quest'ultima lanciata in contemporanea con l'F89 L). In ogni caso, anche in Germania i costruttori cominciarono a muoversi in tale direzione, come si vedrà poco dopo il lancio del furgoncino DKW, quando verrà lanciato il Typ 2 della Volkswagen, noto anche come "Bulli".
Tornando al furgoncino DKW, le linee, benché innovative, furono allo stesso tempo piuttosto semplici: il frontale spiovente con cofano motore e parabrezza in linea continua termina in basso con una grande griglia a tutta larghezza per il raffreddamento del motore. Sul cofano motore sono montati i due grandi proiettori circolari. La vista laterale mostra le due prese d'aria sopra i parafanghi anteriori per lo smaltimento dell'aria calda e le portiere incernierate posteriormente. La parte posteriore era assai semplice e dalle forme levigate, ed era dotata di minuscoli faretti di posizione.
Il posto guida della F89 L era caratterizzato da un volante quasi orizzontale, dalla leva del cambio fissata molto avanti, sotto la plancia e in posizione centrale e dal cruscotto posizionato al centro della plancia e completo di tachimetro, contachilometri, termometro, comandi per l'avviamento e comandi per l'illuminazione del cruscotto.
Meccanicamente, la F89 L nasceva su un telaio in acciaio a longheroni paralleli: durante gran parte della fase di sviluppo, il telaio utilizzato fu invece quello della F8. Furono invece mantenuti i già citati aggiornamenti consistenti nel nuovo retrotreno a barre di torsione e nel sistema frenante di tipo idraulico, quest'ultimo a quattro tamburi. Il retrotreno non fu costruito dalla DKW ma fornito dal produttore di assali Hahn. Quanto all'avantreno, esso fu a ruote indipendenti con triangoli inferiori e disponeva di ammortizzatori a leva. Il motore fu il già collaudato bicilindrico a due tempi da 684 cm³ con potenza massima di 20 CV. Accreditato di una velocità massima pari a 78 km/h, il furgone F89 L fu inizialmente equipaggiato con un cambio manuale a 3 marce non sincronizzato.

#### Produzione

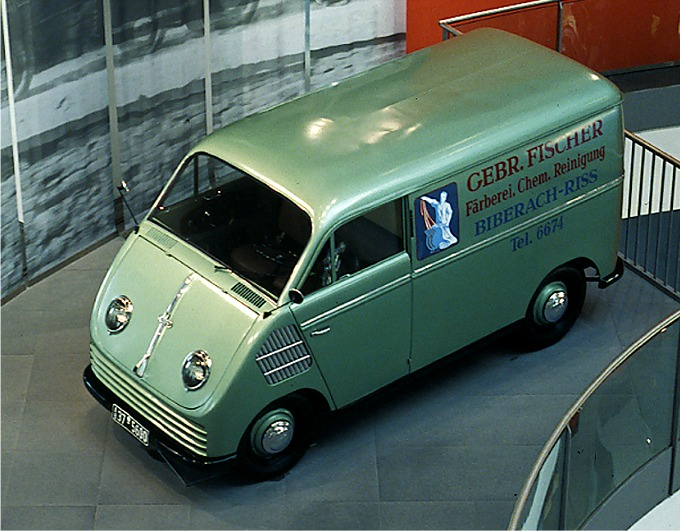
Vista dall'alto di uno dei primi F89 L

Nei primi mesi di commercializzazione della F89 L, le carrozzerie furono costruite presso la Drautz di Heilbronn, per poi essere inviate ad Ingolstadt. Fin dal suo debutto la F89 L fu proposta in un numero notevole di varianti di carrozzeria: accanto alla consueta versione furgonata furono disponibili in listino anche la versione Kombi (con cassone per metà adibito al trasporto merci e per metà allestito per il trasporto persone), la versione Bus e la Pritschenwagen, ossia la versione pick-up, disponibile in due varianti di altezza sponde, in due varianti di passo (2.5 e 3 metri) e con telone o senza. Accanto a queste versioni ufficiali, la Casa mise a disposizione anche il solo telaio nudo da carrozzare secondo le esigenze dell'acquirente. Inoltre, fu disponibile a richiesta un cambio dai rapporti accorciati per coloro che avessero avuto necessità di utilizzare il furgone su strade di montagna, dove era richiesta una maggior ripresa, specie nei viaggi a pieno carico. Il rovescio della medaglia fu lo scarso allungo massimo: le F89 L così equipaggiate raggiungevano appena i 55 km/h in pianura.
Alla fine del 1949, furono prodotti 504 esemplari del furgone F89 L, mentre all'inizio del 1950 la produzione di carrozzerie fu spostata ad Ingolstadt. Durante l'anno, poi, vi furono alcuni aggiornamenti alla gamma con l'arrivo della Metzgerwagen, ossia una sorta di pick-up allestito per il trasporto di animali, e della Kofferwagen, ossia un furgone parzialmente rivestito in legno. A settembre l'avantreno ricevette dei più moderni ammortizzatori idraulici telescopici, mentre la potenza massima salì a 22 CV.

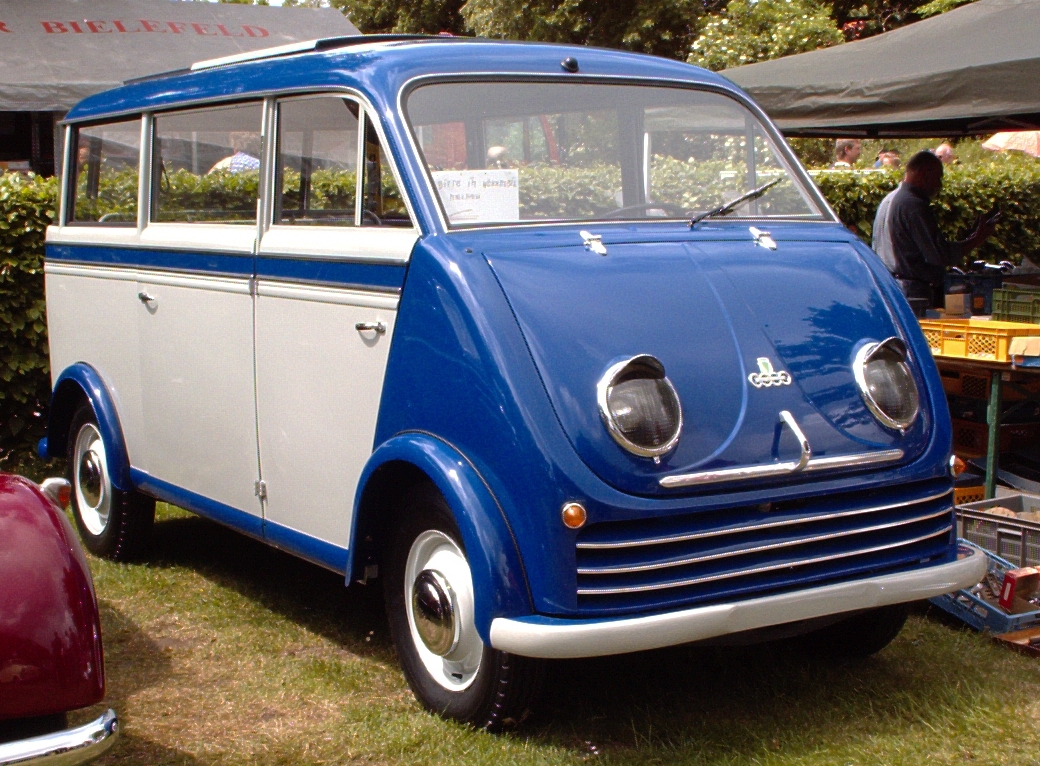
Una F89 L/52 in versione Luxusbus

Nel 1951 furono apportante migliorie al sistema di avviamento, non più a dinamo ma a bobina e alla fine dell'anno fu montata una nuova testata che consentì un innalzamento del rapporto di compressione ed un miglior rendimento termico del motore a fronte di una potenza massima invariata.
Nel maggio del 1952 il furgone F89 L fu sottoposto ad un più corposo aggiornamento: meccanicamente vi fu l'arrivo di un più adatto cambio manuale a 4 marce (ma ancora non sincronizzato), il quale fu interfacciato con il motore mediante una nuova frizione monodisco a secco che andò a sostituire la precedente frizione multidisco a bagno d'olio. Vi furono modifiche anche al telaio: le carreggiate furono allargate di ben 14 cm e le versioni normali furono costruite su un telaio dal passo allungato di ben 25 cm (da 2.5 a 2.75 metri). Per il modello così aggiornato, la cui sigla interna fu mutata in F89 L/52, furono previste anche modifiche estetiche: comparvero degli inediti codolini passaruota, mentre il cofano fu ridisegnato e presentò stavolta una nervatura centrale piuttosto evidente. Per quanto riguarda la gamma delle versioni, scomparvero solo la Kofferwagen ed il pick-up con sponde alte. Alla fine dell'anno si ebbe però l'arrivo del cosiddetto Luxusbus, ossia un piccolo autobus dalle finiture eleganti (per esempio la verniciatura bicolore) e dall'allestimento meno spartano, basti pensare che dispose persino di un tettuccio apribile sopra la fila centrale di posti.
Nel 1953 si ebbero alcuni aggiornamenti nella dotazione di molte versioni della gamma, mentre nell'aprile del 1954 dallo stabilimento di Ingolstadt uscì l'ultimo esemplare ivi prodotto. Da quel momento in poi la produzione sarebbe stata trasferita allo stabilimento IMOSA di Vitoria (Spagna), che avrebbe continuato con l'assemblaggio del modello F89 L/52.

### L'F800/30
Subito dopo l'uscita di produzione del'F89 L/52 si ebbe l'entrata in produzione e la successiva commercializzazione del modello F800/30. La nascita di questo nuovo modello fu un po' tormentata, innanzitutto per le differenti opinioni sull'impostazione del nuovo modello. Infatti, mentre Kurt Schwenk, già autore del precedente Schnellaster, auspicò un modello completamente nuovo e riprogettato da zero (progetto F855), un altro capo-progetto, Karl Jentschke, fu dell'opinione di effettuare solo degli aggiornamenti al modello corrente, ancorché sostanziosi. L'ultima parola spettò ad uno dei dirigenti storici dell'Auto Union, Carl Hahn, il quale optò per la soluzione più conservatrice favorendo così il pensiero di Jentschke. Nacque così il furgone F800/30, noto anche semplicemente come Typ 30.

#### Caratteristiche

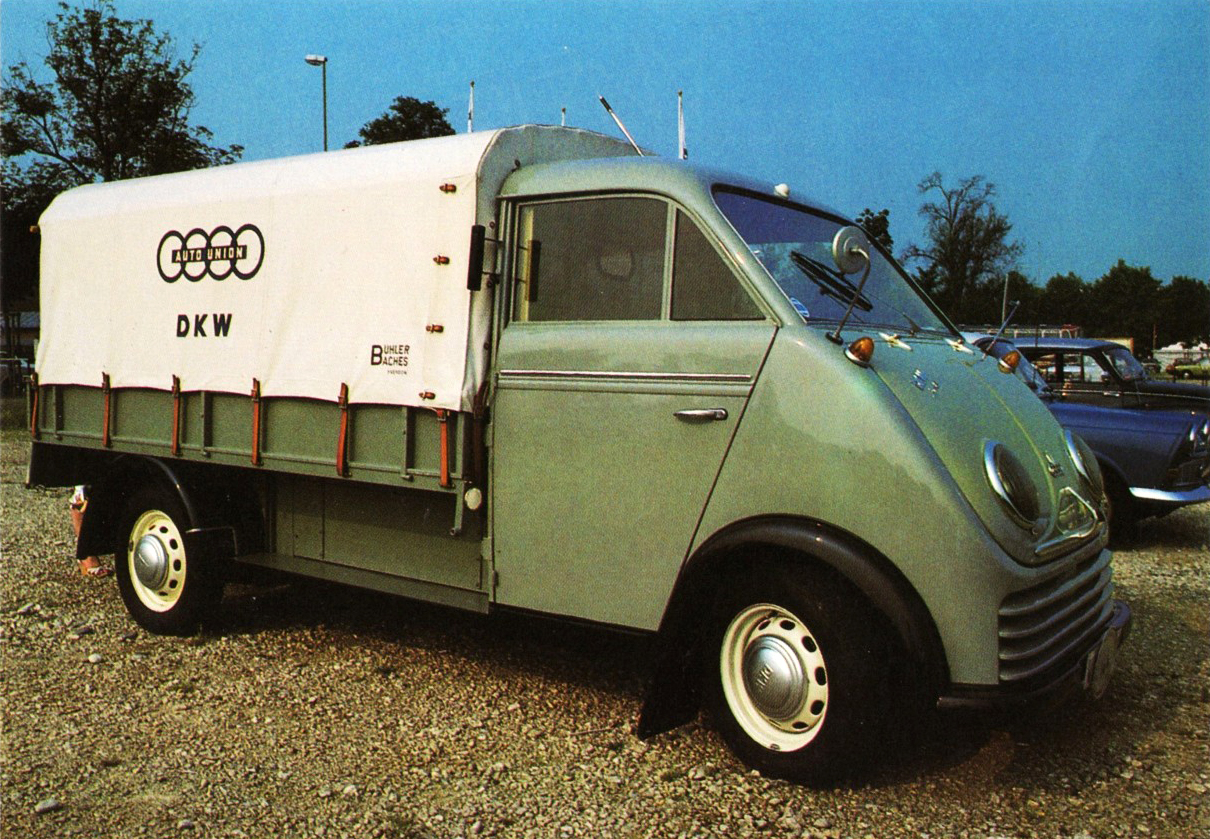
Un F800/30 in versione Pritschenwagen, ossia pick-up

Esternamente, rispetto alloSchnellaster uscente, il Typ 30 propose solo aggiornamenti di dettaglio, come ad esempio la griglia anteriore rimovibile per facilitare l'accesso ad alcuni punti del vano motore. Le novità più consistenti furono quelle meccaniche, a partire dal motore, sempre bicilindrico, ma con testata in lega di alluminio a camere di scoppio emisferiche e con cilindrata salita da 684 a 792 cm³ e soprattutto con potenza salita da 22 a 30 CV, ma erogata ad un regime di 3800 giri/min, decisamente basso per un motore a due tempi. 
L'impianto frenante si avvalse di nuovi tamburi dal diametro maggiorato, mentre il telaio rimase fondamentalmente lo stesso anche se venne in realtà dotato di rinforzi. Il cambio continuò ad essere manuale a 4 marce non sincronizzato.

#### Produzione
La produzione del Typ 30 fu avviata nel maggio 1954: da subito, la gamma di versioni disponibili comprese il tradizionale furgone Kastenwagen, la versione autobus ad otto posti, la versione Kombi con due o quattro vetri laterali posteriori, il pick-up a passo lungo (3 metri) o a passo normale (2.75 metri) e la versione Viehtransporter, ossia adibita al trasporto di bestiame. Rimase inoltre valida la possibilità di disporre di un telaio nudo da carrozzare in maniera personalizzata. E così nacquero anche le versioni ambulanza e le versioni antincendio.
La produzione del F800/30 durò appena 14 mesi: nel luglio del 1955, dopo essere stato prodotto in 6.009 esemplari, tale modello lasciò il posto al F800/3.

### L'F800/3

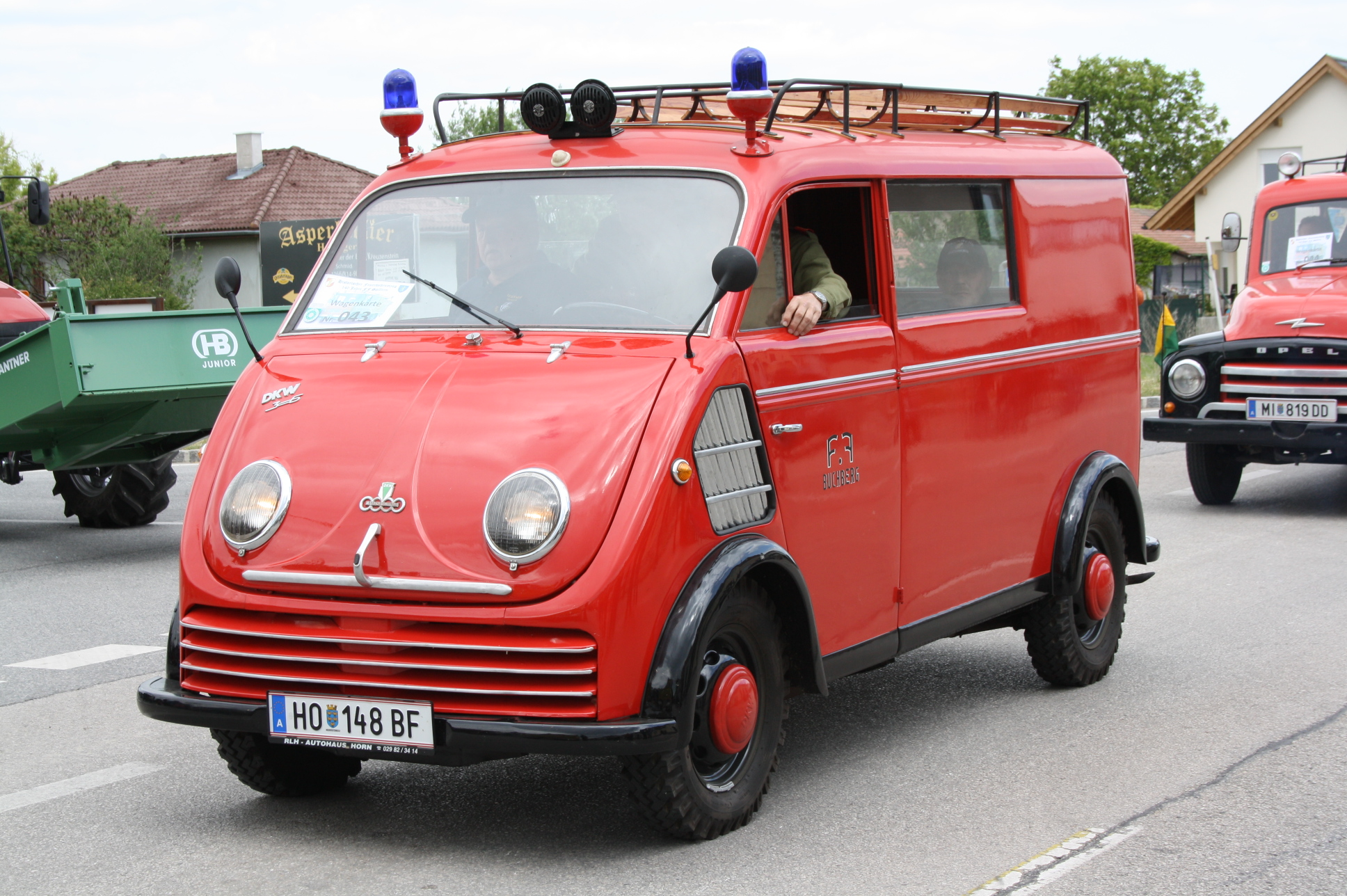
Un F800/3 in versione Kombi allestita come veicolo antincendio

Con l'arrivo dell'F800/3, nel luglio del 1955, vi fu un cambiamento assai significativo sotto il cofano motore, dove il vecchio bicilindrico lasciò il posto al tricilindrico da 896 cm³ derivato dalla F91. Rispetto a quest'ultima, l'F800/3 montò una versione depotenziata di tale tricilindrico, allo scopo di ridurre i consumi. Con 32 CV di potenza massima, le prestazioni rimasero invariate, ma il fabbisogno di carburante scese a 9 litri ogni 100 km contro i ben 14 litri richiesti per la precedente Typ 30.
A parte il motore tricilindrico, l'F800/30 non portò con sé altre novità: anche la gamma delle carrozzerie fu la stessa del modello precedente e così pure la possibilità di avere il telaio nudo in due varianti di passo, sempre da 2.75 e 3 metri. L'F800/3 fu il più longevo fra gli Schnellaster della DKW, essendo stato prodotto per sette anni. Per questo motivo, già alla fine degli anni cinquanta divenne troppo antiquato rispetto alla concorrenza. Nel 1958 si ebbe un leggerissimo aggiornamento che coinvolse solo alcuni dettagli, come le maniglie porta ed alcune impostazioni dell'impianto frenante. Nell'agosto del 1960 la produzione cessò e cominciò lo smaltimento delle scorte giacenti in magazzino. L'anno seguente le maestranze adibite alla linee di produzione dello Schnellaster furono trasferite presso le linee di montaggio della DKW Junior. Negli ultimi mesi dell'anno fu approntata un'ultimissima serie destinata ad impieghi da parte di autorità statali. Gli ultimi esemplari di tale serie furono consegnati nel febbraio del 1962.

### L'Elektro-Schnellaster[3]
Accanto all'F800/3 fu prodotto anche uno Schnellaster più particolare, spinto da un motore elettrico da 80 V della potenza di appena 6.5 CV. L'alimentazione era affidata ad una coppia di batterie della capacità complessiva di 200 Ah. Di conseguenza, anche il cruscotto incorporava due strumenti inediti, vale a dire il voltmetro e l'amperometro. Questo particolare veicolo raggiungeva una velocità massima compresa fra i 35 ed i 40 km/h, a seconda della riduzione finale e l'autonomia massima era compresa fra gli 80 ed i 100 km.
Presentato al pubblico alla fine del 1955, l'Elektro-Schnellaster cominciò la sua carriera commerciale nel 1956. Fu destinato esclusivamente ad una clientela inserita nelle professioni statali e non fu mai previsto per essere venduto a clienti privati. Alcuni esemplari furono venduti nelle isole tedesche del Mar del Nord, dove la legge proibiva l'utilizzo di veicoli con motore a combustione interna.
La produzione di questa particolare versione cessò nel 1961: non si conosce l'esatto numero di esemplari prodotti, ma si sa per certo che si aggira intorno alle 100 unità.

### Tabella dati tecnici
| Modello                            | F89 L                                                                         | F89 L/52                                                                      | F800/30                                                                       | F800/3                                                                        | Elektro                                                                       |
| ---------------------------------- | ----------------------------------------------------------------------------- | ----------------------------------------------------------------------------- | ----------------------------------------------------------------------------- | ----------------------------------------------------------------------------- | ----------------------------------------------------------------------------- |
| Motore                             | A due tempi raffreddato ad acqua                                              | A due tempi raffreddato ad acqua                                              | A due tempi raffreddato ad acqua                                              | A due tempi raffreddato ad acqua                                              | Motore elettrico raffreddato ad aria                                          |
| Posizione                          | Anteriore trasversale                                                         | Anteriore trasversale                                                         | Anteriore trasversale                                                         | Anteriore trasversale                                                         | -                                                                             |
| Numero e disposizione dei cilindri | 2 cilindri in linea                                                           | 2 cilindri in linea                                                           | 2 cilindri in linea                                                           | 3 cilindri in linea                                                           | -                                                                             |
| Alesaggio e corsa (mm)             | 76 x 76                                                                       | 76 x 76                                                                       | 78 x 83                                                                       | 71 x 76                                                                       | -                                                                             |
| Cilindrata (cm³)                   | 684                                                                           | 684                                                                           | 792                                                                           | 896                                                                           | -                                                                             |
| Alimentazione                      | Carburatore                                                                   | Carburatore                                                                   | Carburatore                                                                   | Carburatore                                                                   | Due batterie da 200 Ah totali                                                 |
| Rapporto di compressione           | 5.9:1                                                                         | 6.25:1                                                                        | 6.6:1                                                                         | 6.65:1                                                                        | -                                                                             |
| Potenza nominale (CV               | 20/3600                                                                       | 22/4200                                                                       | 30/3800                                                                       | 32/4000                                                                       | 6.5                                                                           |
| Coppia nominale [Nm] a giri/min]   | 41.2/2250                                                                     | 45/2500                                                                       | 61.3/1700                                                                     | 63.7/2500                                                                     | -                                                                             |
| Trazione                           | Anteriore                                                                     | Anteriore                                                                     | Anteriore                                                                     | Anteriore                                                                     | Anteriore                                                                     |
| Cambio                             | Manuale a 3 marce                                                             | Manuale a 4 marce                                                             | Manuale a 4 marce                                                             | Manuale a 4 marce                                                             | Elettrico a 4 marce                                                           |
| Frizione                           | Multidisco a bagno d'olio                                                     | Monodisco a secco                                                             | Monodisco a secco                                                             | Monodisco a secco                                                             | -                                                                             |
| Telaio                             | Longheroni e traverse in acciaio                                              | Longheroni e traverse in acciaio                                              | Longheroni e traverse in acciaio                                              | Longheroni e traverse in acciaio                                              | Longheroni e traverse in acciaio                                              |
| Sospensioni ant.                   | A ruote indipendenti con balestra trasversale superiore e triangoli inferiori | A ruote indipendenti con balestra trasversale superiore e triangoli inferiori | A ruote indipendenti con balestra trasversale superiore e triangoli inferiori | A ruote indipendenti con balestra trasversale superiore e triangoli inferiori | A ruote indipendenti con balestra trasversale superiore e triangoli inferiori |
| Sospensioni post.                  | Ad assale rigido con barre di torsione                                        | Ad assale rigido con barre di torsione                                        | Ad assale rigido con barre di torsione                                        | Ad assale rigido con barre di torsione                                        | Ad assale rigido con barre di torsione                                        |
| Impianto frenante                  | Idraulico a quattro tamburi                                                   | Idraulico a quattro tamburi                                                   | Idraulico a quattro tamburi                                                   | Idraulico a quattro tamburi                                                   | Idraulico a quattro tamburi                                                   |
| Pneumatici                         | 5.50 x 16                                                                     | 6.00 x 16                                                                     | 6.00 x 16                                                                     | 6.00 x 16                                                                     | 6.00 x 16                                                                     |
| Massa in ordine di marcia          | 945-965                                                                       | 1.005-1.065                                                                   | 1.100-1.240                                                                   | 1.020-1.250                                                                   | 1.780                                                                         |
| Serbatoio                          | 30                                                                            | 30                                                                            | 40                                                                            | 40                                                                            | -                                                                             |
| Velocità massima                   | 78                                                                            | 80                                                                            | 90                                                                            | 90                                                                            | 35-40                                                                         |
| Consumo medio                      | 9.5-10 l/100 km                                                               | 8.5-9.5 l/100 km                                                              | 8.5-9.3 l/100 km                                                              | 9-9.5 l/100 km                                                                | 25 kWh/100 km                                                                 |
| Anni di produzione                 | 07/1949-05/1952                                                               | 05/1952-04/1954                                                               | 05/1954-07/1955                                                               | 07/1955-02/1962                                                               | 1956-1961                                                                     |
| Esemplari prodotti                 | 17.000                                                                        | 11.263                                                                        | 6.009                                                                         | 24.529                                                                        | circa 100                                                                     |

### Produzione in altri Paesi
Lo Schnellaster fu prodotto su licenza anche in altri Paesi in tutto il mondo, dove fu assemblato anche dopo il 1962, vale a dire dopo la definitiva uscita di produzione dallo stabilimento di Ingolstadt.

#### Spagna

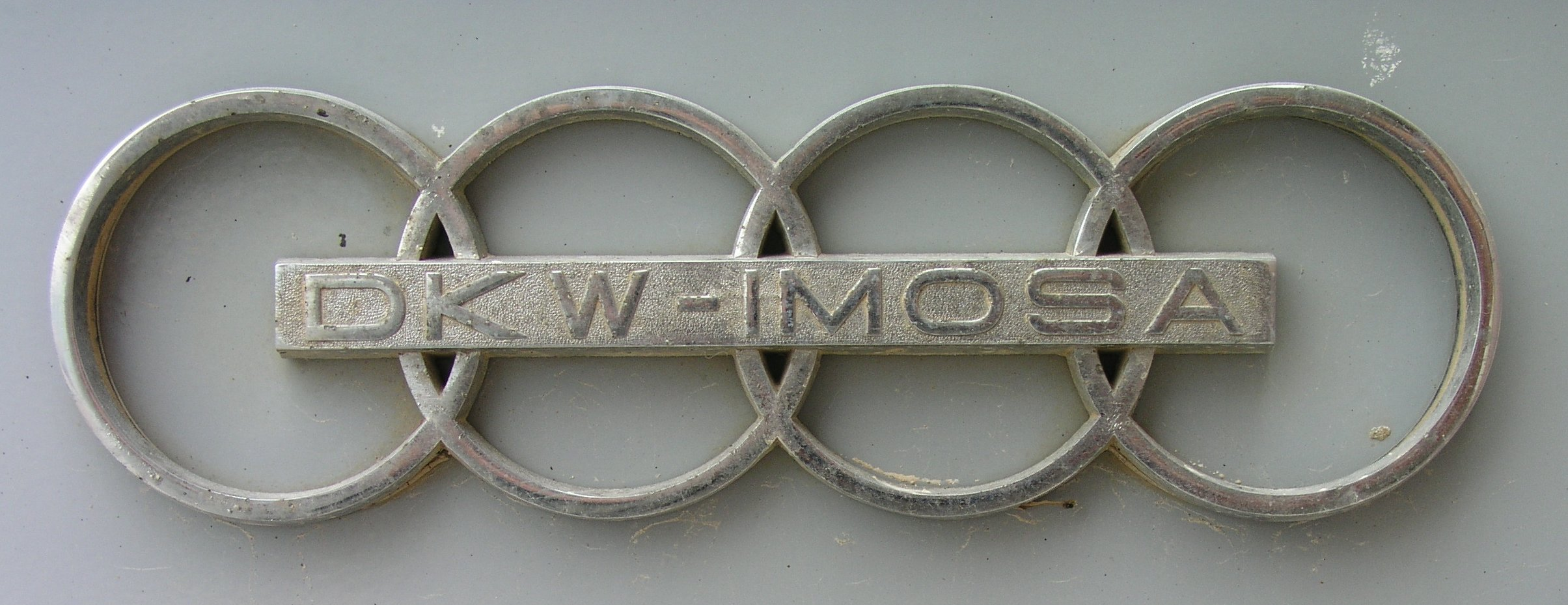
Lo stemma della IMOSA dopo l'accordo per la produzione su licenza stretto con la DKW

Come già visto, durante il 1954 cessò la produzione della F89 L in Germania, per essere riavviata in Spagna nello stabilimento IMOSA di Vitoria. Tale stabilimento fu eretto appositamente per l'assemblaggio dei furgoni DKW in seguito all'acquisizione della licenza dopo un accordo stretto fra le due parti. La IMOSA, fino a quel momento, aveva una sua sede solo a Barcellona. La produzione del furgone F89 L fu avviata nel 1955. Fu la versione /52 ad essere assemblata, quella con cambio a 4 marce. Il modello prodotto in Spagna rispecchiò in tutto e per tutto quello di Ingolstadt, compreso il gran numero di varianti di carrozzeria. Cambiò solo il marchio, che fu quello della IMOSA. Dal 1960 lo Schnellaster F89 L lasciò il posto al furgone F800 S. Quest'ultimo propose invece già dal punto di vista estetico alcune evidenti differenze con gli Schnellaster tedeschi. Innanzitutto i proiettori tondi del frontale furono incorniciati da un profilo ovale che fece da calandra e che fu a sua volta solcato da tre nervature orizzontali. Più in basso, dove ancora campeggiava la grande presa d'aria a tutta larghezza, comparvero anche degli inediti indicatori di direzione. Tecnicamente, invece, non vi furono novità di rilievo, se si esclude il nuovo sistema di accensione da 12 V in luogo della dinamo da 6 V. Il motore rimase il bicilindrico da 0.7 litri, anche se la potenza massima fu portata da 22 a 24 CV. Nell'estate del 1963, in piena era Daimler-Benz (la casa di Ingolstadt fu rilevata nel 1959 dal colosso di Stoccarda), la produzione a Vitoria cessò definitivamente, lasciando il posto ad un nuovo furgone, il DKW F1000L. Oggigiorno lo stabilimento di Vitoria è ancora nell'orbita della Daimler AG, dove vengono assemblati i furgoni noti come Vito.

#### Finlandia
In Finlandia, e precisamente nella città di Karis, la fabbrica della Suomen Autoteollisuus, fu assemblata nel 1956 una piccolissima serie di appena dieci esemplari dello Schnellaster, che nel Paese scandinavo prese la denominazione di Donau-Sisu. In seguito, si pensò di passare ad una produzione in massa, ma ci si rese conto che le caratteristiche tecniche ormai antiquate del furgoncino non avrebbero potuto soddisfare le esigenze della potenziale clientela. Ma diversi decenni dopo, tale modello, sebbene ormai introvabile in Finlandia, sarebbe stato rivalutato dagli appassionati.

#### Jugoslavia
L'attività della Auto Union per diffondere il suo Schnellaster nella penisola balcanica fu alquanto fervida: tra il 1958 ed il 1960 essi furono importati in Jugoslavia dall'importatore sloveno Autocommerce. Ma dal 1961 fu stretto un accordo tra la Casa tedesca e la Industrija Motornih Vozil (IMV), anch'essa con sede in Slovenia, più precisamente nella città di Novo Mesto. Tale accordo prevedeva che il costruttore slavo avrebbe assemblato in loco gli Schnellaster. Ma il furgone assemblato a Novo Mesto a partire dal 1962 fu in realtà differente dal punto di vista estetico: commercializzato con la denominazione di IMV Donau 1000, presentava un frontale completamente diverso, il quale ricordava piuttosto da vicino il "nostro" Fiat 1100T. Ma anche il resto della carrozzeria, specie nelle più consuete versioni furgone ed autobus, risultò particolarmente rimodellata rispetto allo Schnellaster prodotto fino a poco tempo prima. Ma anche meccanicamente vi furono alcune novità, specie nel telaio, con modifiche nella disposizione dei longheroni e nel passo, ridotto a 2.5 metri. Il motore fu il tricilindrico da 1 litro già montato sui modelli Auto Union 1000 e DKW Munga, ma che nel veicolo prodotto dalla IMV fu depotenziato da 44 a 40 CV. Inoltre, a differenza degli Schnellaster prodotti in Germania, il Donau 1000 possedeva il serbatoio montato posteriormente, dietro il retrotreno. Nonostante la potenza ridotta, il Donau 1000 raggiungeva una velocità massima compresa fra i 100 ed i 105 km/h. Anche nel caso del Donau 1000, vi fu una gamma ampia di varianti di carrozzeria: si poteva quindi spaziare dal tradizionale furgone al pulmino, dalla versione ambulanza al pick-up a doppia o a singola cabina, dalla versione promiscua al telaio nudo. Per evitare fenomeni di concorrenza interna con il furgone F1000 L prodotto in Spagna, la commercializzazione del Donau 1000 fu limitata a quei Paesi in cui il furgone prodotto dalla IMOSA non fu proposto, vale a dire la Jugoslavia, l'Austria e la Cecoslovacchia. Il Donau 1000 con motore a due tempi fu prodotto fino al 1967. Ormai la Auto Union era passata da due anni sotto il controllo della Volkswagen, la quale decise di cessare la produzione di motori a due tempi perché ritenuti non più moderni. Dall'anno seguente, il furgone IMV continuò pertanto ad essere prodotto, ma con altri differenti motori, ad esempio di origine Renault. La produzione cessò definitivamente verso la fine degli anni settanta. Fu proprio la Renault, in seguito, a rilevare lo stabilimento di Novo Mesto e a farne un suo sito di produzione. Oggi vi vengono assemblate la Twingo III e la seconda generazione della Smart Forfour.

#### Argentina
Fin dalla sua rifondazione nel dopoguerra, la Auto Union ebbe stretti rapporti commerciali con l'Argentina: un buon numero dei veicoli prodotti ad Ingolstadt e a Düsseldorf fu esportato oltreoceano. Ma per lungo tempo non si giunse a farli produrre in loco. Tale esigenza fu particolarmente pressante in Argentina, dove le dittature che si succedettero in quella tormentata metà degli anni cinquanta instaurarono e mantennero un regime protezionistico impedendo mediante pesanti dazi l'importazione di vetture da Paesi stranieri. Un primo tentativo di trattativa si ebbe con Henry John Kaiser, patron dell'omonima Casa automobilistica appena trasferitasi dal Michigan alla città argentina di Còrdoba. Ma non si arrivò a niente di concreto. Un secondo tentativo si ebbe nel 1959 con la Siam di Buenos Aires, ma anche qui la questione si risolse in un nulla di fatto a causa delle condizioni messe in campo dalla Auto Union, condizioni che la Siam ritenne troppo restrittive. La svolta si ebbe con l'accordo stretto fra la Auto Union e la Industria Automotriz di Santa Fe. Qui lo Schnellaster venne prodotto a partire dal 1962 con motore tricilindrico da 1 litro e potenza massima di 45 CV. Fu proposto in versione furgonata, ambulanza, promiscua e pick-up. La sua produzione terminò nel 1969 ed ammontò in totale a circa 3.500 esemplari.